# Piper fastiditum
Piper fastiditum är en pepparväxtart som beskrevs av Trel. & Yunck.. Piper fastiditum ingår i släktet Piper och familjen pepparväxter. Inga underarter finns listade i Catalogue of Life.